# Referendum na Madagaskarze w 2010 roku

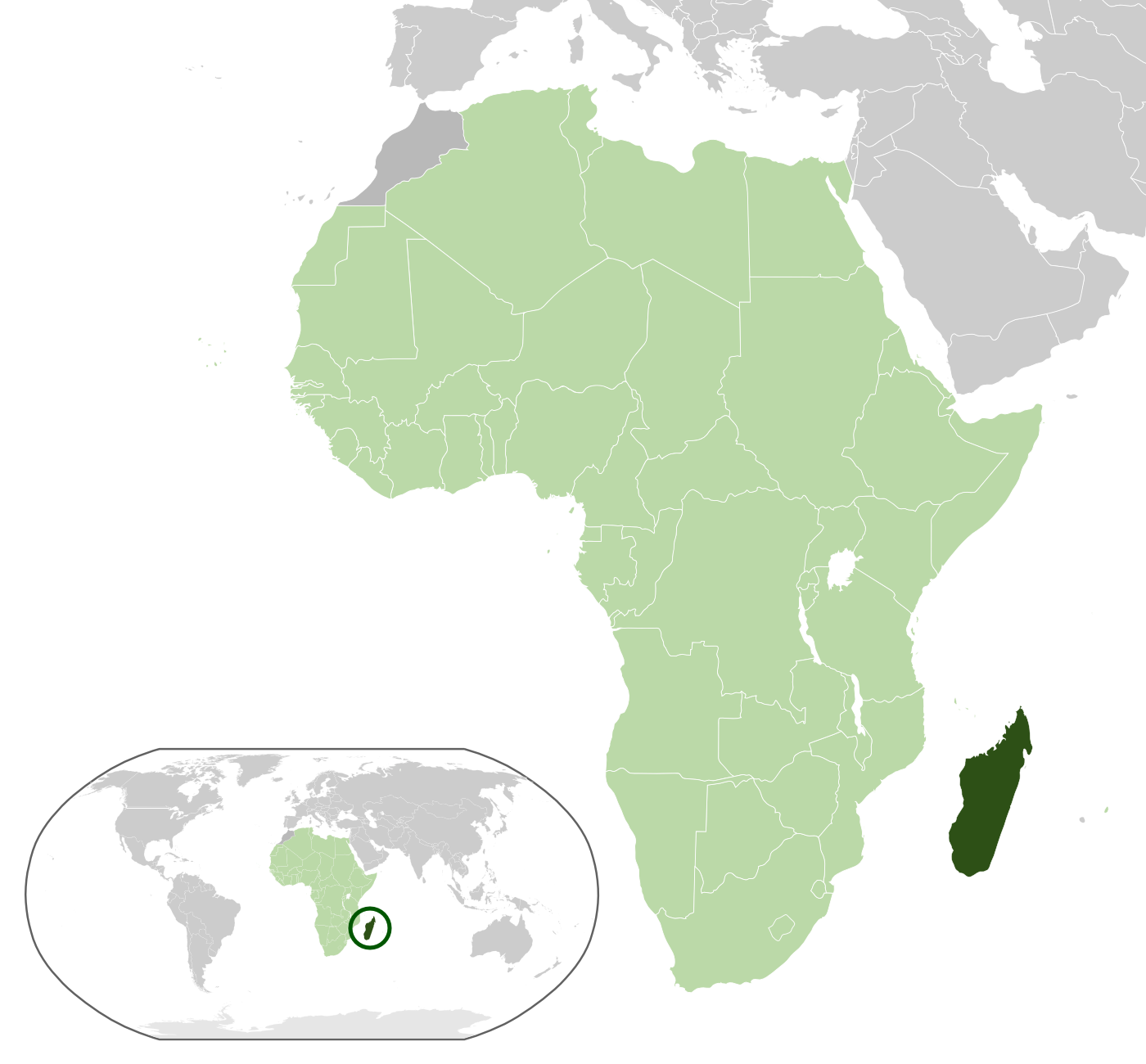
Madagaskar na mapie Afryki

Referendum na Madagaskarze w 2010 roku – referendum konstytucyjne na Madagaskarze przeprowadzone 17 listopada 2010. Kilkakrotnie przekładane głosowanie odbyło się 20 miesięcy po przejęciu władzy przez Andry'ego Rajoelinę i miało być pierwszym z kroków na drodze do wyjścia kraju z kryzysu politycznego. Organizacja referendum nastąpiła jednak bez porozumienia z głównymi siłami opozycyjnymi i spotkała się z krytyką ze strony społeczności międzynarodowej. Ponad 74% głosujących poparło projekt nowej konstytucji. Weszła ona w życie 11 grudnia 2010, ustanawiając IV Republikę Madagaskaru.
W czasie referendum w kraju doszło do próby zamachu stanu. Grupa zbuntowanych oficerów, przebywająca w koszarach na przedmieściach stolicy, ogłosiła przejęcie władzy w państwie. Nie uzyskała jednak poparcia ze strony innych jednostek wojskowych. Dowództwo sił zbrojnych opowiedziało się po stronie władz i 20 listopada 2010 przeprowadziło udany szturm na kwaterę zbuntowanych żołnierzy, zakończony ich kapitulacją.

## Organizacja referendum
16 marca 2009 na Madagaskarze władzę w wyniku zamachu stanu przejął Andry Rajoelina, były DJ i burmistrz Antananarywy. Przy poparciu wojska i po trwających prawie dwa miesiące protestach, zmusił do rezygnacji ze stanowiska i opuszczenia kraju prezydenta Marca Ravalomananę, którego oskarżał o defraudację środków publicznych i zaprowadzanie rządów dyktatorskich. Niekonstytucyjne przejęcie władzy nie zostało uznane przez społeczność międzynarodową i doprowadziło do kryzysu politycznego na wyspie.
W chwili zaprzysiężenia na urząd prezydenta Wysokiej Władzy Przejściowej Andry Rajoelina zobowiązał się do przeprowadzenia nowych wyborów prezydenckich w ciągu 24 miesięcy. Już na początku kwietnia 2009 nowa tymczasowa administracja (Wysoka Władza Przejściowa) ustaliła harmonogram wyborczy, zgodnie z którym do 26 czerwca planowała rozpoczęcie prac nad nowym prawem wyborczym i nową konstytucją, która następnie miała zostać poddana pod głosowanie w powszechnym referendum we wrześniu 2009. W dalszej kolejności, w marcu 2010 miały odbyć się wybory parlamentarne, a w październiku 2010 wybory prezydenckie.
Latem 2009 pod międzynarodowymi auspicjami rozpoczęły się czterostronne negocjacje polityczne między obozem Andry'ego Rajoeliny a opozycyjnymi w stosunku do niego stronnictwami trzech poprzednich prezydentów: Marca Ravalomamany, Alberta Zafy'ego i Didiera Ratsiraki. 9 sierpnia 2009 strony podpisały w Maputo porozumienie w sprawie podziału władzy w tymczasowej administracji. Ustaliły również organizację wyborów prezydenckich pod międzynarodowym nadzorem w przeciągu 15 miesięcy. Porozumienie z opozycją nie zostało jednakże wykonane na skutek sporu co do dokładnego podziału i obsady stanowisk. W połowie grudnia 2009 Rajoelina wycofał się z umowy i jednostronnie ogłosił organizację wyborów parlamentarnych 20 marca 2010. W lutym 2010 przesunął ich termin na maj 2010.
Po fiasku kolejnych czterostronnych rozmów negocjacyjnych w Pretorii pod koniec kwietnia 2010, Rajoelina 12 maja 2010 przedstawił własny plan wyjścia z kryzysu politycznego. Ogłoszony przez niego nowy kalendarz wyborczy zakładał organizację referendum konstytucyjnego 12 sierpnia 2010, a następnie wyborów parlamentarnych 30 września oraz prezydenckich 26 listopada 2010. Opozycja krytycznie odniosła się do planu. Pod koniec czerwca 2010 komisja wyborcza ogłosiła bezterminowe odroczenie referendum konstytucyjnego z powodu opóźnień w opracowywaniu nowej ustawy zasadniczej.
13 sierpnia 2010 prezydent Rajoelina zawarł porozumienie z 99 partiami politycznymi, wśród których nie było jednak trzech największych partii byłych prezydentów Ravalomanany, Zafy'ego i Ratsiraki. W umowie na nowo określono terminy wyborów. Referendum w sprawie zmiany konstytucji wyznaczone zostało na 17 listopada 2010, podczas gdy wybory parlamentarne na 16 marca 2011, a wybory prezydenckie na 4 maja 2011. Partie trzech byłych prezydentów odrzuciły porozumienie jako działanie w całości jednostronne.

## Sytuacja przed referendum
Partie opozycyjne byłych prezydentów Ravalomanany, Zafy'ego i Ratsiraki wezwały do bojkotu głosowania, argumentując, że Andry Rajoelina nie dotrzymał podpisanych wcześniej zobowiązań. Opowiedziały się za zawarciem przed jakimikolwiek głosowaniem szerokiego konsensusu gwarantującego wyjście z kryzysu politycznego.
Madagaskarskie władze zachęcały do poparcia projektu nowej konstytucji. Ich zdaniem nowa ustawa zasadnicza "naprawiała historyczne krzywdy" i zapewniała "społeczną ugodę między rządzącymi a rządzonymi". Projekt zakładał m.in. obniżenie minimalnego wieku kandydatów na urząd prezydenta z 40 do 35 lat, co umożliwiało start w przyszłych wyborach Andry'emu Rajoelinie (ur. 1974). Wprowadzał ponadto wobec kandydatów wymóg domicylu wynoszącego co najmniej 6 miesięcy, co w perspektywie utrudniało udział w wyborach przebywającemu na uchodźstwie w Południowej Afryce byłemu prezydentowi Marcowi Ravalomananie. Projekt konstytucji wprowadzał nowe instytucje o nieokreślonych bliżej kompetencjach, Wysoką Radę Obrony Demokracji i Rządów Prawa oraz Wysoką Radę Obrony Narodowej. Nie określał również czasu funkcjonowania tymczasowej administracji. Sankcjonował władzę Wysokiej Władzy Przejściowej do czasu wyboru nowego prezydenta, nie wyznaczając zarazem daty przeprowadzenia wyborów prezydenckich. Prezydent Rajoelina prowadził aktywną kampanię referendalną, składając przy tej okazji liczne obietnice wyborcze i organizując występy lokalnych gwiazd sceny muzycznej. Tymczasowa administracja traktowała wysoką frekwencję wyborczą jako sprawę prestiżową, demonstrację społecznego legitymizmu dla swojej władzy i wotum zaufania wobec rządu.
28 października 2010 Ministerstwo Spraw Wewnętrznych wydało zakaz organizacji publicznych zgromadzeń, z wyjątkiem tych związanych z kampanią referendalną. 10 listopada, na tydzień przed głosowaniem, służby bezpieczeństwa rozpędziły przy pomocy gazu łzawiącego demonstrację opozycji w Antananarywie sprzeciwiającą się głosowaniu. Kolejnego dnia zatrzymanych zostało trzech opozycyjnych polityków nawołujących do bojkotu głosowania. W noc poprzedzającą referendum nieznani sprawcy podłożyli ogień pod biuro partii Andry'ego Rajoeliny.

## Głosowanie i wyniki
17 listopada 2010 o godzinie 6:00 czasu lokalnego rozpoczęło głosowanie, które od pierwszych godzin przebiegało spokojnie. Do udziału w nim zarejestrowanych zostało 7,15 mln spośród 20 mln mieszkańców kraju. Dzień referendum był wolnym od pracy.
W trakcie głosowania okazało, że wielu wyborców nie zostało uwzględnionych na listach. Komisja wyborcza zadecydowała o zmianie regulacji prawnych, umożliwiając oddanie głosu młodym wyborcom, którzy ukończyli 18 rok życia, a nie zostali jeszcze ujęci w spisie wyborczym. Z tych powodów, postanowiła także o wydłużeniu głosowania z 16:00 do 18:00. Opozycja skrytykowała zmiany prawa wyborczego w trakcie referendum. Część z 18 tys. lokali wyborczych zamkniętych zostało ostatecznie i tak później niż o planowanej godzinie 18:00.
22 listopada 2010 komisja wyborcza podała wstępne wyniki głosowania (z 99,4% lokali wyborczych), według których 74,13% głosujących opowiedziało się projektem nowej konstytucji, przy frekwencji wyborczej wynoszącej 52,91%.
6 grudnia 2010 ostateczne wyniki zatwierdził Sąd Konstytucyjny, które tylko nieznacznie różniły się od wcześniejszych. Za przyjęciem nowej konstytucji zagłosowało 74,19% wyborców. Frekwencja wyborcza wyniosła 52,61%. Sąd odrzucił skargi opozycji, która informowała o licznych nieprawidłowościach w czasie głosowania. Przewodniczący Sądu Konstytucyjnego poparł projekt ustawy zasadniczej, mówiąc że nie reprezentuje on interesów poszczególnych osób lub grup, co zarzucała opozycja, lecz wszystkich obywateli. Premier Albert Camille Vital wyraził nadzieję na międzynarodowe uznanie przejściowych władz Madagaskaru ze strony całej społeczności międzynarodowej po pokojowym i pomyślnym przyjęciu konstytucji. Według komentatorów frekwencja przekraczająca 50% mogła świadczyć o sukcesie ekipy rządzącej.
- Szczegółowe wyniki głosowania:

| Głosy                             | Liczba głosów | %         |
| --------------------------------- | ------------- | --------- |
| Tak                               | 2 657 962     | 74,19%    |
| Nie                               | 924 592       | 25,81%    |
| Głosy ważne                       | 3 582 554     | 95,23%    |
| Głosy nieważne                    | 179 423       | 4,77%     |
| Razem (frekwencja 52,61%)         | 3 761 977     | 100%      |
| Liczba uprawnionych do głosowania | 7 151 223     | 7 151 223 |
| Źródło:                           |               |           |

11 grudnia 2010 nowa konstytucja została oficjalnie ogłoszona przez prezydenta Andry'ego Rajoelinę i weszła w życie. Tego samego dnia Rajoelina ogłosił również ustanowienie IV Republiki Madagaskaru. Wydarzenie uznał za nowy rozdział historii kraju i "zwycięstwo Malgaszów, którzy nie akceptują sytuacji, gdy decydują za nich zagraniczne siły".

## Międzynarodowa ocena głosowania
Społeczność międzynarodowa odniosła się krytycznie do organizacji referendum bez wcześniejszego porozumienia z opozycją. Administracja amerykańska uznała realizowany przez Rajoelinę proces wyborczy za niewystarczająco demokratyczny oraz niedostatecznie opierający się na porozumieniu stron. Podobne stanowisko zajęły Unia Afrykańska (UA) i Wspólnota Rozwoju Afryki Południowej (SADC), które zaleciły powrót do rozmów negocjacyjnych.
Szefowa dyplomacji Unii Europejskiej Catherine Ashton w opublikowanym 19 listopada oświadczeniu wyraziła głębokie zaniepokojenie sytuacją polityczną na Madagaskarze. Stwierdziła, że głosowanie odbyło się w spokojnej atmosferze. Podkreśliła jednak, że podjęta tego dnia próba wojskowego zamachu stanu stanowi odbicie istniejących napięć gospodarczych i społecznych. UE wezwała Wysoką Władzę Przejściową i wszystkie pozostałe strony sporu do pilnego wznowienia dialogu w celu utworzenia rządu jedności narodowej, przywrócenia porządku konstytucyjnego i organizacji wiarygodnych i przejrzystych wyborów. Brakiem takich wysiłków uzasadniała odmowę wysłania na wyspę misji obserwacyjnej w czasie referendum. UE zwróciła się apelem do UA i SADC o wznowienie działań mediacyjnych i zaoferowała swoją pomoc polityczną i finansową.

## Bunt wojskowych

### Przebieg buntu
W czasie referendum grupa 20 wojskowych na czele z pułkownikiem Charles'em Andrianasoaviną ogłosiła przejęcie władzy w kraju i powołanie "wojskowej rady na rzecz dobrobytu". Wśród nich znalazł się m.in. szef służb ochrony prezydenta. Swój komunikat wojskowi wygłosili z koszar wojskowych na obrzeżach stolicy w pobliżu portu lotniczego Antananarywa. Płk Andrianasoavina był jednym z głównych wojskowych popierających przejęcie władzy przez Andry'ego Rajoelinę w marcu 2009. W swoim komunikacie zapowiedział opanowanie pałacu prezydenckiego oraz stołecznego lotniska. Ogłosił, że wojskowi chcą pojednania narodowego i zakończenia kryzysu politycznego. Innym z buntowników był generał Noel Rakotonandrasana, który w marcu 2009 poparł Andry'ego Rajoelinę i został mianowany ministrem sił zbrojnych. W kwietniu 2010 został jednak usunięty ze stanowiska z powodu oskarżeń o planowanie zamachu stanu.
Pomimo deklaracji o przejęciu władzy przez grupę oficerów centrum Antananarywy, w tym teren wokół pałacu prezydenckiego, publicznego radia i telewizji, pozostało spokojne. W mieście rozlokowane były służby bezpieczeństwa, które strzegły porządku w czasie głosowania. Referendum przebiegło bez większych zakłóceń. W godzinach popołudniowych w pobliżu koszar opanowanych przez rebeliantów około tysiąca ich zwolenników wzniosło barykadę uliczną z płonących opon. Zostali jednak rozpędzeni przez służby bezpieczeństwa przy użyciu gazu łzawiącego.
Prezydent Andry Rajoelina odrzucił wezwania buntowników do rezygnacji ze stanowiska, oświadczając, że większość narodu akceptuje jego władzę. Wezwał do niezwracania uwagi na deklaracje "grupki żołnierzy". Najwyżsi rangą dowódcy wojska pozostali lojalni wobec prezydenta. Premier Albert Camille Vital zapewnił, że służby bezpieczeństwa stoją na straży rządów prawa. Całą sytuację nazwał "próbą storpedowania referendum przez zbuntowanych oficerów". Zapowiedział, że władze są gotowe do stłumienia każdej rebelii.
18 listopada 2010 do rebeliantów nie dołączyły żadne inne jednostki wojskowe. Wbrew zapowiedziom nie podjęli oni również żadnych kroków w celu opanowania pobliskiego lotniska czy pałacu prezydenckiego. Pozostawali przez cały czas zgrupowani w koszarach wojskowych. Poparcie dla grupy zbuntowanych oficerów wyraził były prezydent Albert Zafy, wzywając prezydenta Rajoelinę do rezygnacji z urzędu.
19 listopada 2010 władze zarządziły ewakuację ludności z terenów w pobliżu koszar. Zamknięte zostały okoliczne szkoły, a na drogach wzniesiono blokady. Bunt nie wpłynął jednakże w jakikolwiek inny sposób na życie w stolicy. Wojsko nie zdecydowało się jeszcze wówczas na interwencję zbrojną. Dowódca armii Andre Ndriarijoana odbył dwugodzinne negocjacje w kwaterze rebeliantów. Po ich zakończeniu opowiedział się za rozwiązaniem sytuacji na drodze dialogu i negocjacji. Służby przy pomocy gazu łzawiącego rozpędziły natomiast kilkaset osób, które zignorowały nakaz ewakuacji i zgromadziły się w pobliżu koszar wojskowych.
Ostatecznie 20 listopada 2010 w godzinach popołudniowych kilkuset żołnierzy dokonało szturmu na koszary wojskowe. W wyniku trwającej około 20 minut akcji zbuntowani oficerowie poddali się i złożyli broń. Jak relacjonował jeden z generałów, opór stawiali oficerowie młodsi rangą, podczas gdy pozostali byli skłonni do natychmiastowej kapitulacji. Rebelianci zostali przewiezieni do zakładu karnego Tsiafahy bądź innych jednostek wojskowych w celu przesłuchania. Aresztowanych zostało prawie 20 oficerów, którym postawiono zarzuty wszczynania buntu i zagrożenia bezpieczeństwu państwa. O zakończeniu operacji i zatrzymaniu wszystkich oficerów bez rozlewu krwi poinformował szef Komisji Obrony w Senacie, Alain Ramaroson. Potwierdził to również premier Albert Camille Vital.
20 listopada 2010 policja rozpędziła przy użyciu gazu łzawiącego demonstrację organizacji madagaskarskich merów, protestujących w centrum Antananarywy przeciwko procesowi wyborczemu wyznaczonemu przez Rajoelinę i domagających się negocjacji w sprawie wyjścia kraju z kryzysu politycznego.

### Reakcje międzynarodowe na bunt
Wspólnota Rozwoju Afryki Południowej (SADC) uznała bunt za odzwierciedlenie kryzysu politycznego i napiętej sytuacji w kraju, do której doprowadziło jej zdaniem nieprzestrzeganie i łamanie przy wielu okazjach zawartych wcześniej porozumień, zwłaszcza przez administrację prezydenta Rajoeliny. Również UE stwierdziła, że próba wojskowego zamachu stanu stanowi odbicie istniejących napięć gospodarczych i społecznych oraz zaleciła powrót do procesu negocjacyjnego.
Francuskie Ministerstwo Spraw Zagranicznych uznało, że zamach stanu pogłębiłby tylko kryzys polityczny na wyspie i wezwało madagaskarskie władze do rozwiązania sytuacji z poszanowaniem praw człowieka. Także Stany Zjednoczone potępiły próbę zamachu stanu i zaapelowały o podjęcie dialogu.